# Saltriovenator

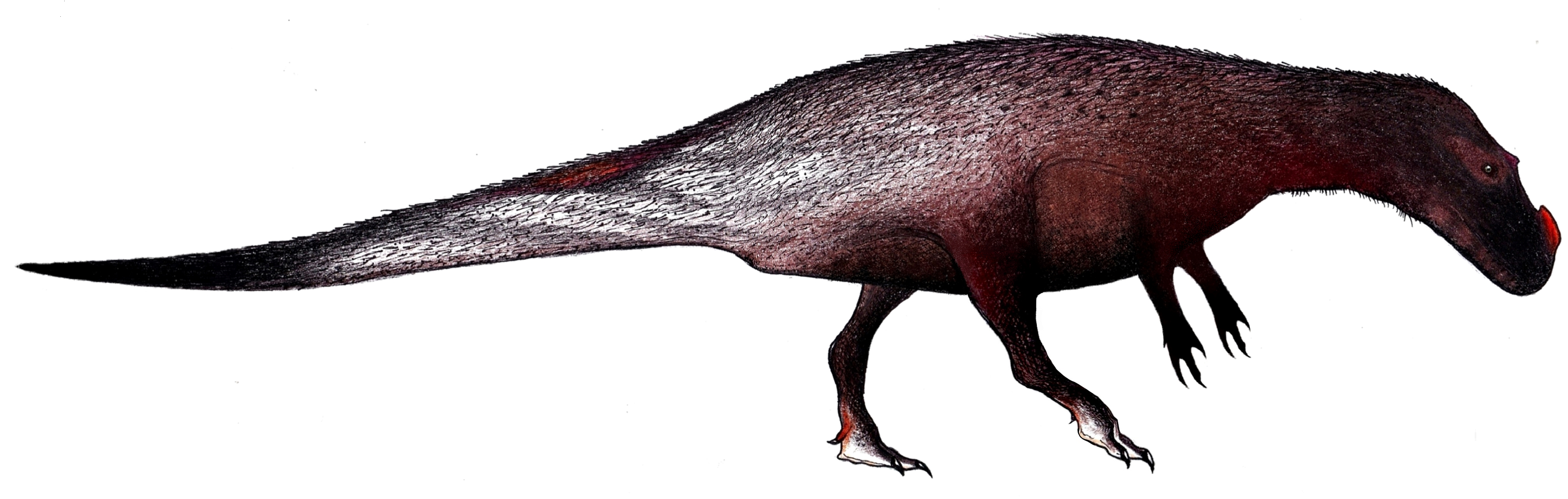
Saltriovenator zanellai

Saltriovenator zanellai is een vleesetende theropode dinosauriër, behorend tot de Neoceratosauria, die tijdens de vroege Jura leefde in het gebied van het huidige Italië.

## Vondst en naamgeving
Op zondag 4 augustus 1996 zag de amateurpaleontoloog Angelo Zanella, op zoek naar ammonieten, in een grotvormige Salnovasteengroeve bij Saltrio in de provincie Varese botten uit een rotswand steken. Zanella was al verbonden aan het Natuurhistorisch Museum van Milaan en die instelling zond onmiddellijk een team uit. Onderzoek door de paleontologen Cristiano Dal Sasso en Alberto Lualdi, onder leiding van Giorgio Teruzzi wist 119 beenderen te bergen in grote kalkbrokken. Die brokken waren vrijgekomen door de explosies waarmee het kalkgesteente gedolven werd. De ontploffingen hadden een skelet in honderden stukken uiteengeslagen. De botfragmenten werden vrijgelegd door ze stuk voor stuk 1800 uur aan een zuurbad van mierenzuur bloot te stellen.

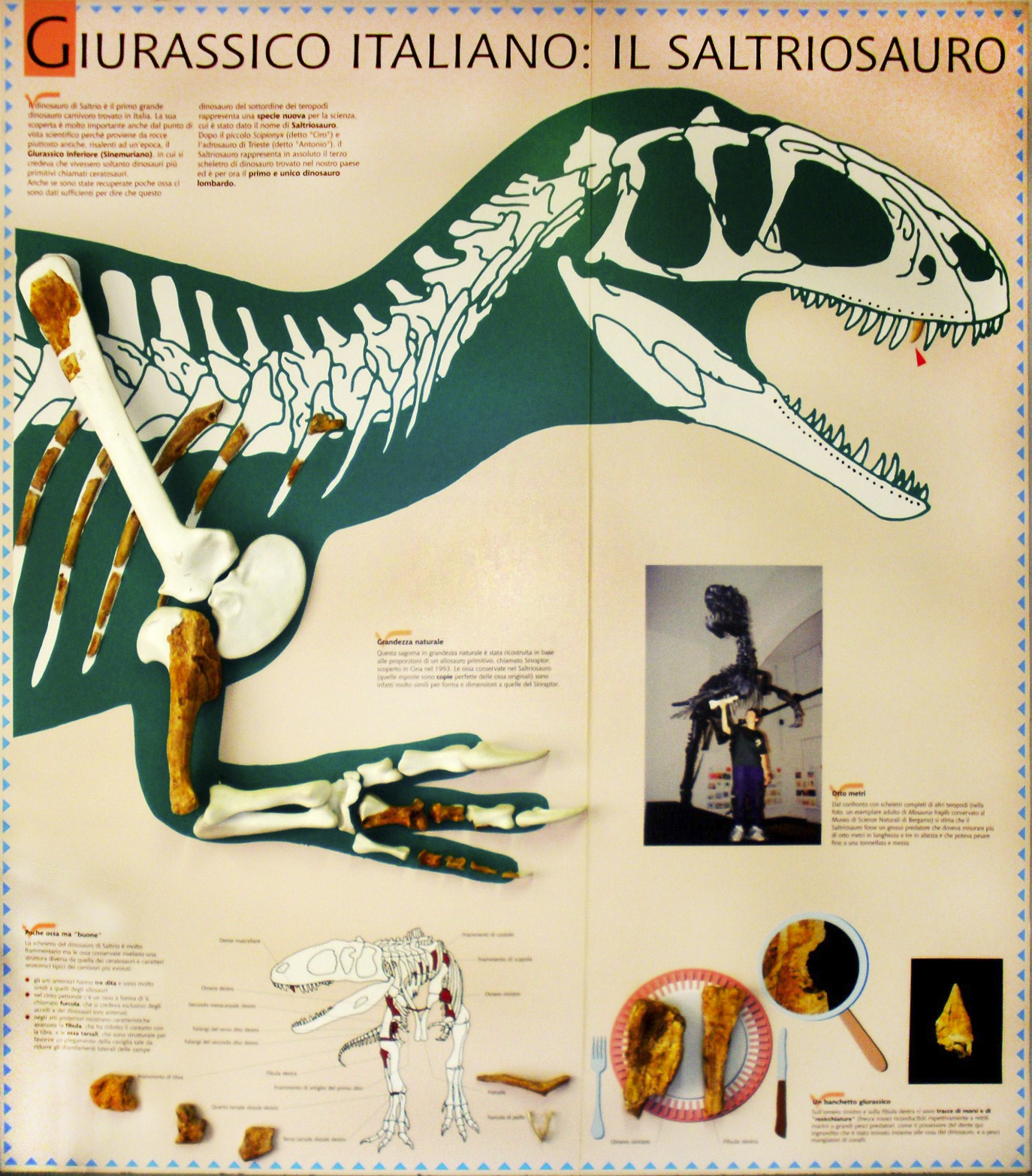
De fossielen op bezoek bij het Museo civico dei fossili di Besano

Eind 2000 werd er een tentoonstelling aan gewijd in het Natuurhistorisch Museum van Milaan. Daarbij werd ook een voorlopige reconstructie getoond. Bij die gelegenheid doopte Dal Sasso het dier, gezien als een nog onbekende soort, informeel "Saltriosauro", soms gelatiniseerd tot Saltriosaurus. Dat bleef echter een onbeschreven nomen nudum. Het zou gaan om de derde dinosauriër die ooit in Italië was gevonden, de eerste uit de Alpen, de eerste uit de Jura van Italië en de tweede Italiaanse Mesozoïsche theropode, na Scipionyx. De vondst werd in 2001 nader door Dal Sasso beschreven in een boek over Italiaanse dinosauriërs. Algemeen was toen de verwachting dat een geldige benoeming niet lang zou duren. De semi-officiële status van het taxon zou echter geruime tijd aanhouden. Een van de redenen daarvoor was dat de techniek van het zuurbad inherent traag is. Steeds als een botwand vrijgelegd wordt, wast men het stuk in water, laat het opdrogen en beschermt het met het polymeer Polaroid B72 tegen de volgende zuurcyclus. Een half ton kalksteen werd zo weggespoeld. Uiteindelijk werd het aantal botfragmenten vergroot tot 132. Dal Sasso kreeg na enkele jaren in de gaten dat in 2001 verschillende botten fout waren geïdentificeerd, wat hem ertoe bracht slechts met grote omzichtigheid te publiceren. Zo had hij een bovenste stuk tweede middenvoetsbeen voor een kuitbeen aangezien. De zaak raakte in een stroomversnelling toen eind 2017 Andrea Cau bij het onderzoek werd betrokken.

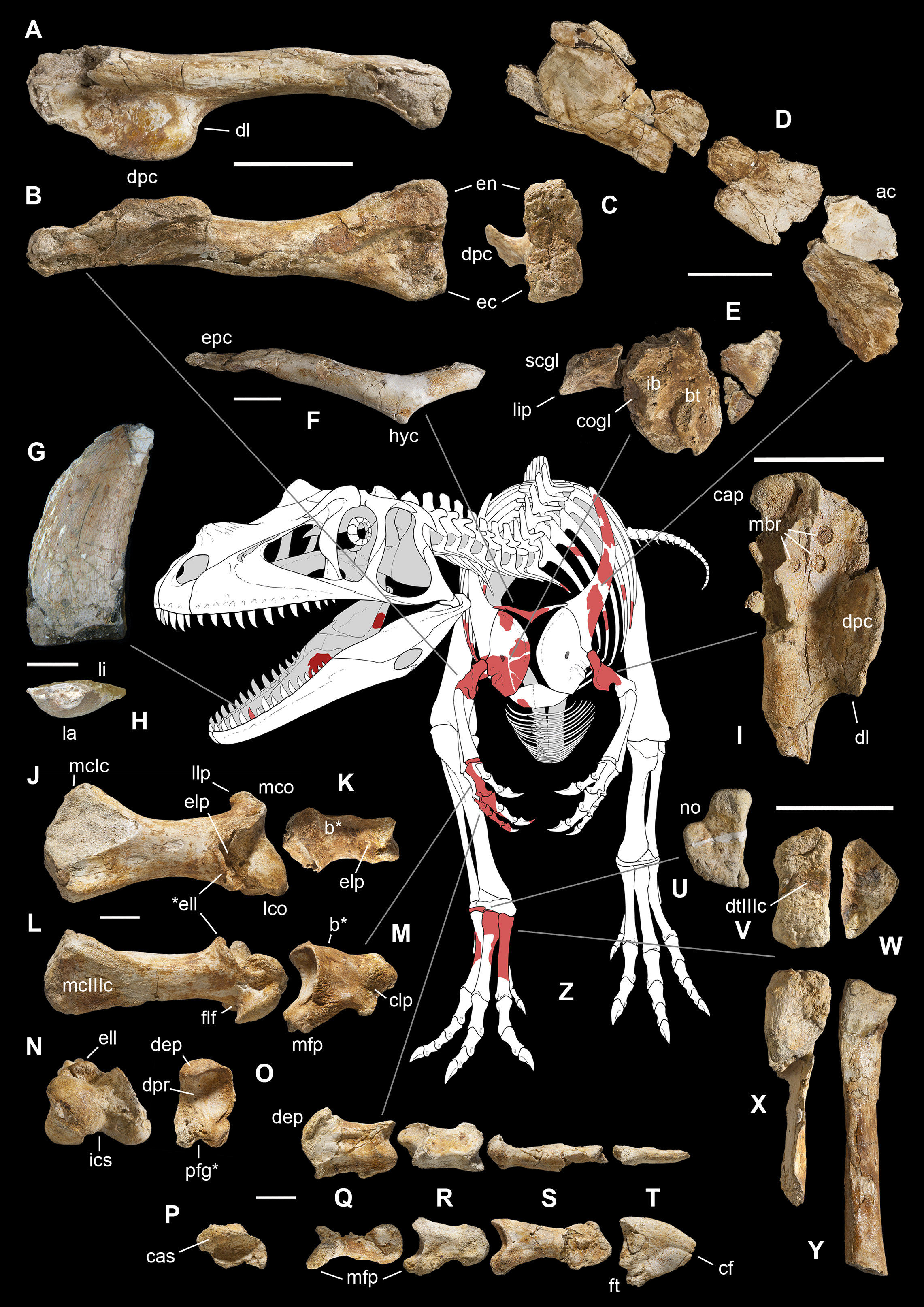
De bewaarde elementen van het skelet

In 2018 benoemden en beschreven Cristiano Dal Sasso, Simone Maganuco en Andrea Cau de typesoort Saltriovenator zanellai. De geslachtsnaam verbindt een verwijzing naar Saltrio met het Latijn venator, "jager". een gebruikelijk achtervoegsel in de namen van theropoden. De soortaanduiding eert Zanella als ontdekker. Omdat de publicatie plaats had in een elektronisch tijdschrift, waren Life Science Identifiers nodig om de naam geldig te maken. Die zijn 8C9F3B56-F622-4C39-8E8B-C2E890811E74 voor het geslacht en BDD366A7-6A9D-4A32-9841-F7273D8CA00B voor de soort.
Het holotype, MSNM V3664 is gevonden in een laag van de Saltrioformatie die dateert uit het vroegste vroege Sinemurien, nog net in de Jura, 199 miljoen jaar oud. Het bestaat uit een gedeeltelijk skelet met onderkaken. Het skelet is zeer fragmentarisch als gevolg van de vondstomstandigheden. Slechts tweeëndertig van de botfragmenten konden uiteindelijk exact worden gelokaliseerd. Ze vertegenwoordigen het rechterspleniale, het rechterprearticulare, een linkernekrib, ribben, het vorkbeen, een stuk van het linkerschouderblad, het schoudergewricht op het rechterschouderblad, het rechterravenbeksbeen, het linkerborstbeen, een vrij volledig rechteropperarmbeen, de bovenkant van het linkeropperarmbeen, een mogelijk onderste carpale uit de rechterpols, het tweede middenhandsbeen, het eerste kootje van de tweede rechtervinger, een stuk van het tweede kootje van die vinger, de punt van de wellicht tweede rechterhandklauw, de hele derde rechtervinger, de onderste derde en vierde tarsalia van de rechterenkel, en de bovendelen van het tweede, derde, vierde en vijfde rechtermiddenvoetsbeen.
Alle beenderen lijken toe te behoren aan één enkel individu. Dat is vermoedelijk als karkas naar de zeebodem van de Tethysoceaan afgezonken, op een helling vlak onder de kust, en werd daar aangevreten door ongewervelde bodemdieren. Het was in 2018 het enige dinosaurische exemplaar waarvan dergelijke schade door zeedieren bekend was. Alleen botten van de voorzijde of onderzijde zijn bewaard, niets van de staart of het bekken. Het gaat vermoedelijk om een jongvolwassen dier dat echter de volwassen grootte naderde. Uit groeilijnen werd geschat dat het individu vierentwintig jaar oud was.
Naast de botten is ook een theropode tand aangetroffen, uit de bovenkaak of onderkaak, specimen MSNM V3659. Dit is voorzichtigheidshalve slechts aan de soort toegewezen.

## Beschrijving

### Grootte en onderscheidende kenmerken

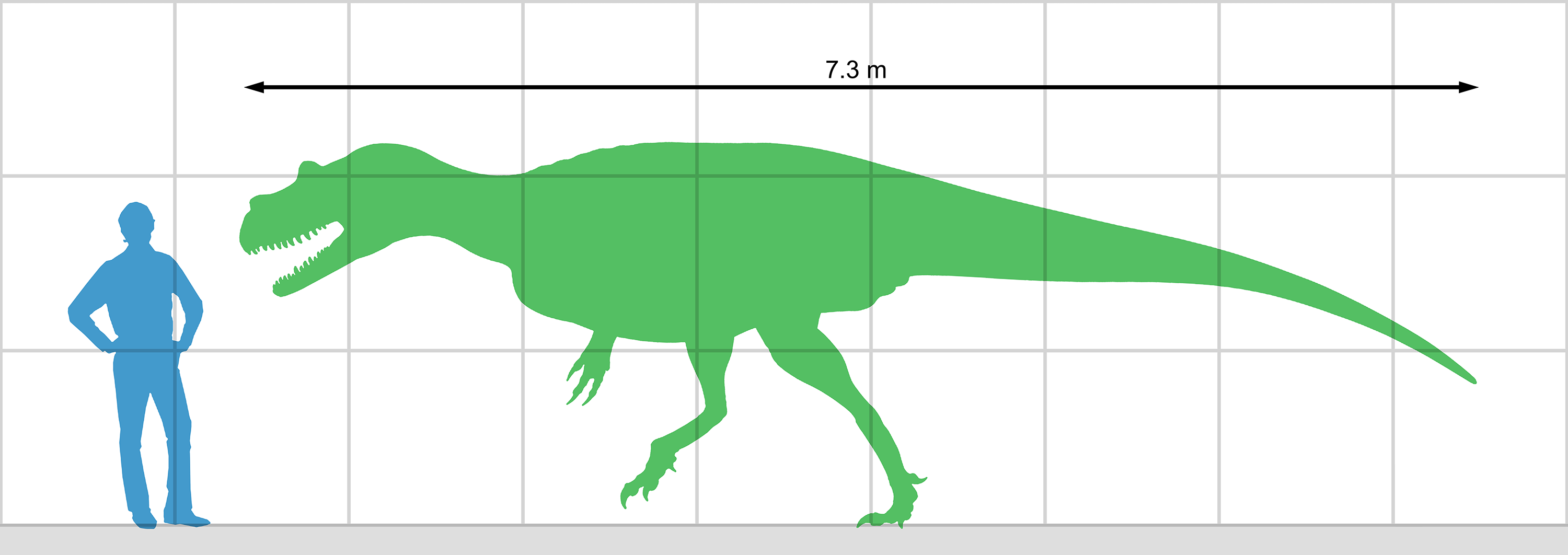
Saltriovenator in grootte vergeleken met een mens

Saltriovenator is een opvallend grote theropode voor zijn geologische leeftijd. Vergelijkend met de skeletelementen van MOR 693, een specimen van Allosaurus fragilis, schatte men dat het holotype van Saltriovenator toch minstens een zeven à acht meter lang moest zijn geweest. Dat zou het de grootste theropode maken die vóór het Aalenien bekend is en een kwart langer dan Ceratosaurus. Van de lengte van de voorpoot uit schatte men de lengte van de achterpoot op 198 centimeter. Daar leidde men een lengte van het dijbeen uit af van 822 tot 887 millimeter. Dat wees weer op een gewicht van 1269 tot 1622 kilogram. Een andere methode was om de skeletdelen op die van Ceratosaurus te projecteren. Dan kreeg men een lichaamslengte van 730 centimeter, een heuphoogte van 220 centimeter en een schedellengte van tachtig centimeter. Het dijbeen zou dan tachtig à zevenentachtig centimeter lang zijn wat weer wees op een lichaamsgewicht van 1160 tot 1524 kilogram. De resultaten van beide methoden tonen een ruime overlapping en ze bevestigen elkaar dus.
De beschrijvers wisten enkele onderscheidende kenmerken vast te stellen. Drie daarvan waren autapomorfieën, unieke afgeleide eigenschappen. De beenlip aan het onderste uiteinde van het tweede middenhandsbeen voor de aanhechting van de pees van de strekkende spier, is halfcirkelvormig en extreem uitgegroeid, uitstekend boven het niveau van de gewrichtsknobbels. Het eerste kootje van de tweede vinger heeft aan de palmzijde een groeve voor de pees van de buigende spier die diep is en smal. Het eerste kootje van de tweede vinger draagt nog meer distaal dan het bovenste uitsteeksel voor de pees van de strekkende spier een opvallende bult, dus aan de zijde van het gewrichtsvlak met het tweede kootje.
Daarnaast is er een unieke combinatie van op zich niet unieke kenmerken. Het opperarmbeen heeft een deltopectorale kam die voor meer dan de helft van de schachtdiameter naar voren en binnen uitsteekt en onderaan in een beenplaat eindigt die een abrupte haakse hoek maakt met de lengteas van het bot. De beenlip aan het onderste uiteinde van het tweede middenhandsbeen voor de aanhechting van de pees van de strekkende spier grenst met de bovenste buitenzijde aan een zeer diepe put voor het peeskapsel. De derde handklauw heeft een uitstekende bult voor de aanhechting van de pees van de krommende spier die van het gewrichtsfacet is gescheiden door een holle kloof.

### Skelet

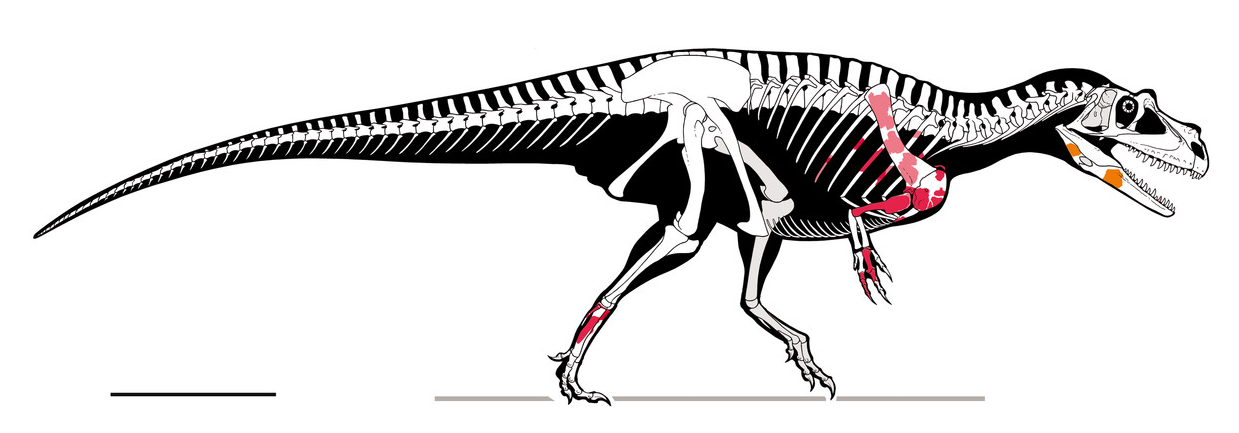
Een diagram van het skelet, met in rood de bewaarde elementen

#### Schedel en onderkaken
Van de eigenlijke schedel zijn geen per element identificeerbare fragmenten teruggevonden maar een mogelijk stuk van de rand van een schedelopening.
Het stuk van het os spleniale dat erop dat dit element langwerpig was, een basaal kenmerk. Het heeft een haaks afgesneden binnenste onderrand, met als bij Ceratosaurus.
De toegewezen tand heeft een lengte van drieënveertig millimeter en een breedte van achttien millimeter. De tand heeft de typische theropode dolkvorm. De kromming is sterk waarbij de punt voorbij de achterrand van de basis ligt. Binnenzijde en buitenzijde zijn licht bol. Het email is glad. zonder richels of rimpels. De snijranden toen kleine beitelvormige rechthoekige haakse vertandingen zonder bloedgroeven, een dozijn per strekkende vijf millimeter. Gezien de matige afplatting komt de tand vermoedelijk uit het midden van een tandrij. In 2000 achtte men het een maxillaire tand maar in 2018 achtte men het mogelijk dat het ook een dentaire tand van de onderkaak zou kunnen zijn.

#### Postcrania

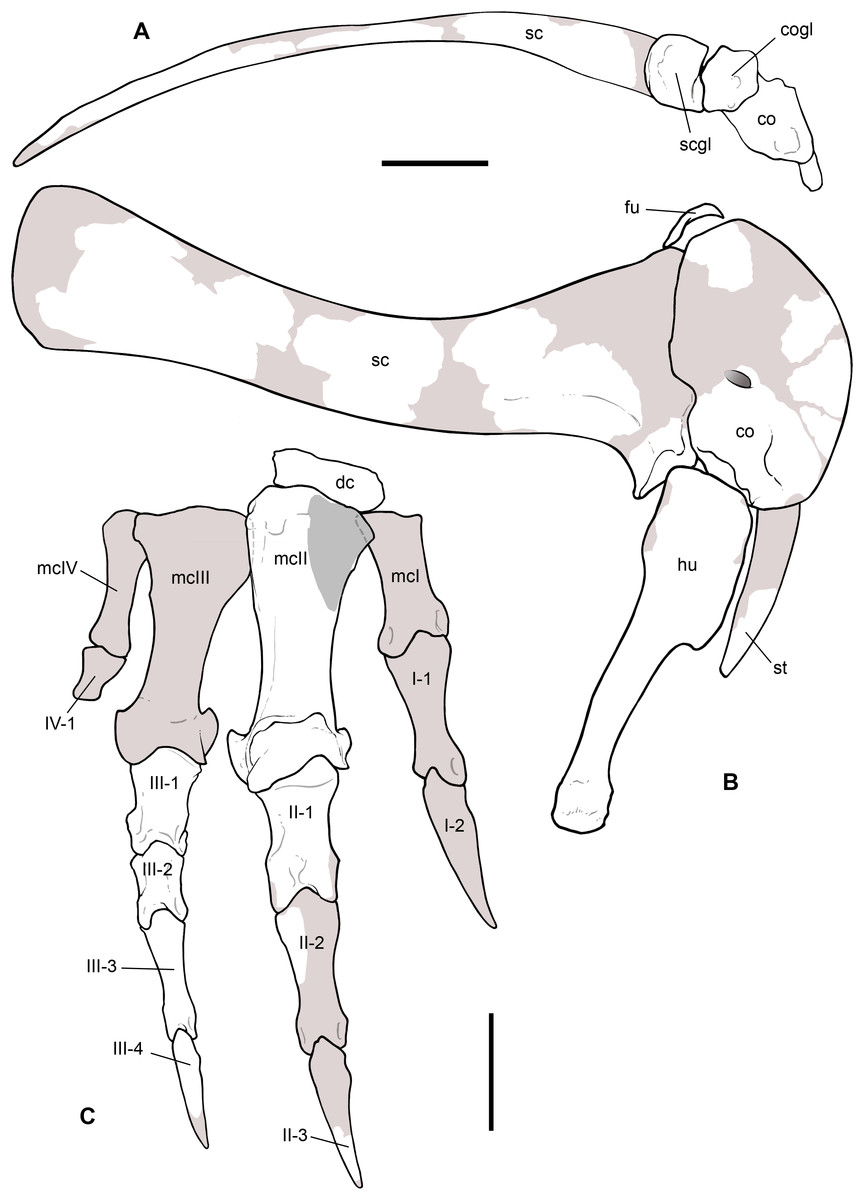
Reconstructie van de voorste ledematen

Van de negen gevonden grotere ribfragmenten, komen er vier van de linkerzijde en vijf van de rechterzijde, alle van het midden van de borstkas. De ribben zijn niet gepneumatiseerd.
Het schouderblad is ongeveer tweemaal langer dan het opperarmbeen. De grootste dikte overdwars, zo'n zeven centimeter, bevindt zich bij het schoudergewricht. Het gewricht is schuin naar achteren en beneden gericht, niet zijwaarts, een basaal kenmerk voor de Neotheropoda. Het heeft een D-vormig profiel, een hoek van 110° beschrijvend. De beenlip boven het schoudergewricht is haast haakvormig, net als bij Ceratosaurus. De beschrijvers probeerden zich uit de vele brokken een beeld te vormen van de bouw van het schouderblad. Het zou tamelijk slank zijn, iets naar voren gebogen en maar weinig verbreed aan het achterste/bovenste uiteinde. Ook hierin lijkt het op dat van Ceratosaurus.
Op het ravenbeksbeen, dat het schouderblad raakt in een dik facet, vormt het tuberculum bicipitale een opvallende langwerpige driehoekige verheffing, zoals bij basale neotheropoden. De beenlip bij het schoudergewricht is naar buiten gericht en ligt dus niet direct aan de uitholling zelf. De zenuwopening voor de nervus supracoracoideus is schuin naar voren en boven gericht, uitlopend in een wijde groeve. Voor zover uit de brokken valt op te maken is het ravenbeksbeen relatief klein ten opzichte van het schouderblad, lang en laag. Het heeft geen achterste haakvormig uitsteeksel maar is achteraan geleidelijk afgerond. Dit is een basaal kenmerk.
Bij de botten werd ook een vorkbeen of furcula aangetroffen, een vergroeiing van de sleutelbeenderen. Zulke furculae zijn zeldzame vondsten bij dinosauriërs. Daarbij is het in het verleden wel gebeurd dat een vergroeiing van het voorste paar gastralia, de buikribben, voor een vorkbeen werd aangezien. Het gevonden element heeft wel iets van een paar gastralia weg door de V-vormige hoek die de takken maken en een asymmetrie van de takken. De beschrijvers waren er echter van overtuigd dat het om een vorkbeen moest gaan wegens de robuuste bouw, het verenigd zijn in een hypocleidium en het feit dat althans de rechtertak eindigt in een spatelvormig uiteinde, een afgeplat facet met peesgroeven voor het contact met de processus acromialis van het schouderblad. De takken maken een hoek met elkaar van 140°. Er is geen spoor van pneumatisering.
Het stuk borstbeen is vermoedelijk van de rechterzijde en zou pas het vierde dat van een ceratosauriër is aangetroffen, na Carnotaurus, Limusaurus en Camarillasaurus.
Bij het opperarmbeen is de schacht 74° om de lengteas gewrongen. De kop ervan ligt in hetzelfde vlak als de bovenste verbreding. De kop is niet speciaal gezwollen of bolvormig. De bovenste buitenhoek is niet afgerond. De schacht is vrij recht, niet bijzonder S-vormig. De deltopectorale kam is van de kop gescheiden door een trog met daarin een kleine richel voor een pees. De kam beslaat 40% van de schachtlengte en steekt sterk uit, zich naar beneden toe over tweemaal de schachtdikte verwijderend om in een plotse rechte hoek terug te keren. Deze bouw is uniek maar werd niet als autapomorfie aangemerkt misschien omdat de rechte hoek gedeeld wordt met Segisaurus. De kam steekt schuin naar binnen uit, een hoek van 50° makend met de lijn tussen de onderste gewrichtsknobbels, in plaats van recht naar voren zoals bij de Tetanurae. De schacht is niet sterk ingesnoerd en beenstijlen en gewrichtsknobbels zijn matig ontwikkeld, waarbij de buitenste knobbel overdwars wat smaller is dan de binnenste.
Het gevonden schijfvormige carpale is wellicht het tweede. Zulke polsbotten verbenen zelden bij ceratosauriërs en de beschrijvers achtten het mogelijk dat de pols maar één carpale bezat. Bij latere ceratosauriërs zouden er alleen kraakbeenschijven overgebleven zijn.

## Fylogenie
In 2018 werd Saltriovenator in de Ceratosauria geplaatst, als zustertaxon van Berberosaurus.

## Levenswijze

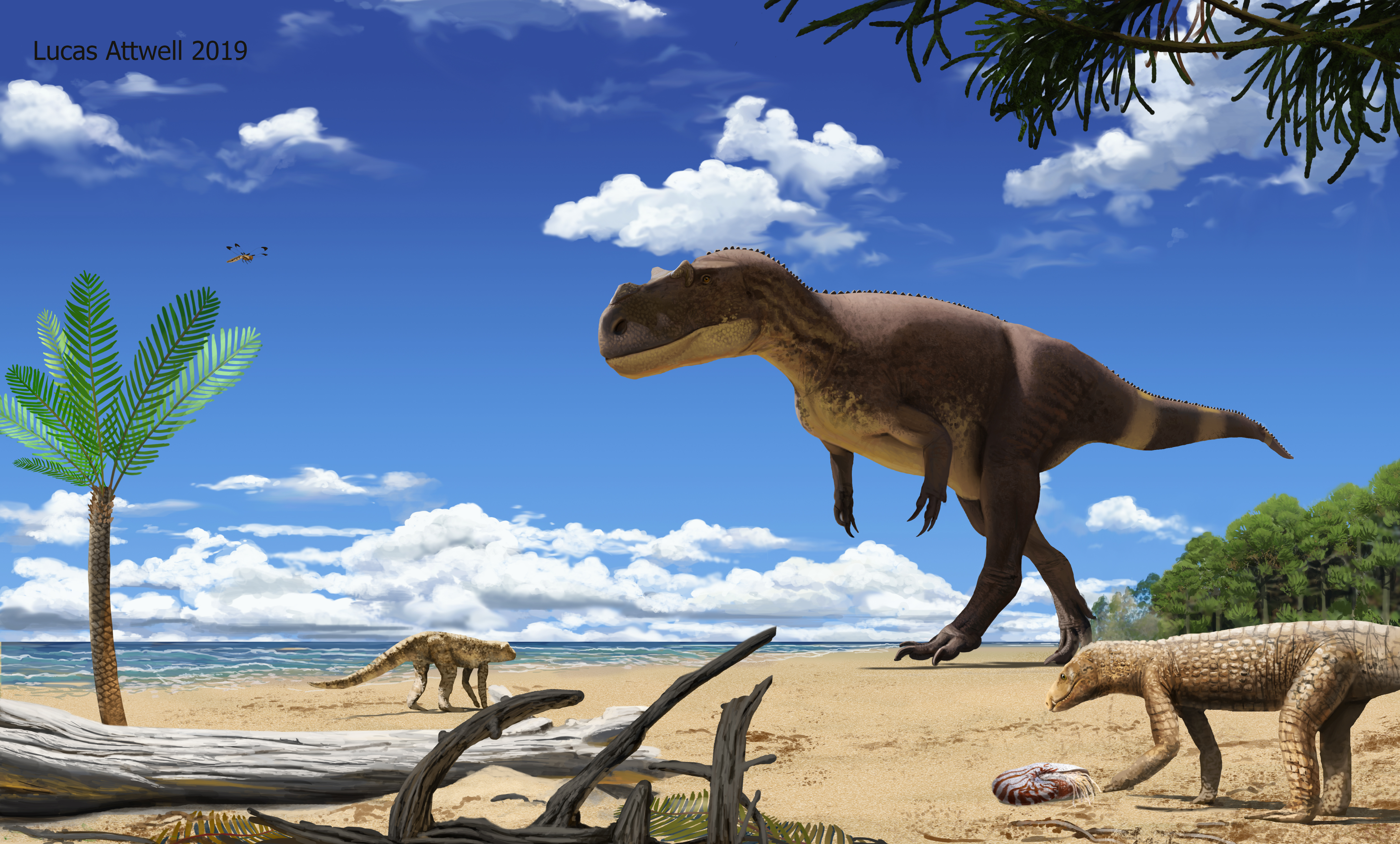
Saltriovenator is zijn leefgebied

Saltriovenator was een roofdier, wellicht de apexpredator van zijn habitat. Indertijd lag dicht bij en ten westen van de vindplaats een eiland tussen twee zeebassins. Het had een warm en vochtig klimaat en was begroeid met bossen. De flora bestond uit Bennettitales, waaronder het geslacht Ptilophyllum dat een mangrove vormde, Araucariaceae zoals Pagyophyllum en Cheirolepidiaceae als Brachyophyllum. Saltriovenator kan echter van wat grotere platen in de omgeving komen, waar ook sporen van een grote theropode zijn aangetroffen. Over zijn prooidieren is niets bekend.